# Лагардьоль
Лагардьо́ль (фр. Lagardiolle, окс. La Gardiòla) — коммуна во Франции, находится в регионе Юг — Пиренеи. Департамент — Тарн. Входит в состав кантона Ла-Монтань-Нуар. Округ коммуны — Кастр.
Код INSEE коммуны — 81129.

## География

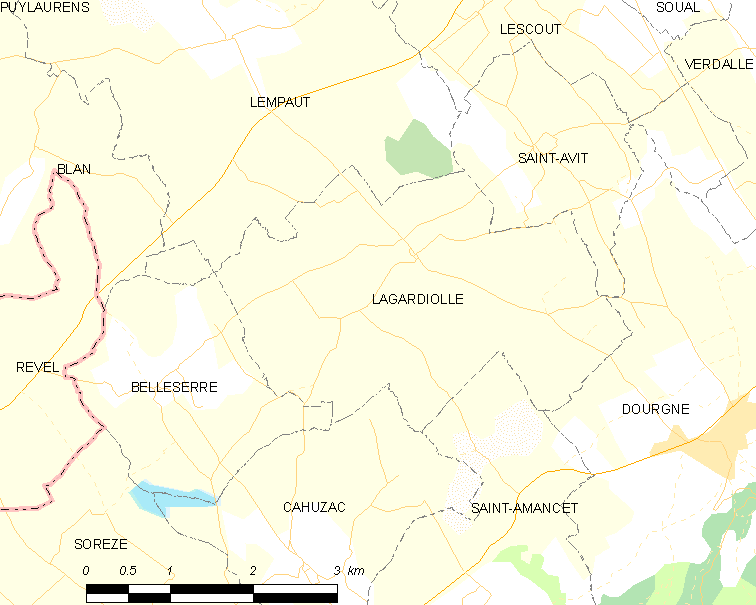
Карта коммуны

Коммуна расположена приблизительно в 600 км к югу от Парижа, в 55 км восточнее Тулузы, в 50 км к югу от Альби.

## Климат
Климат умеренно-океанический. Зима мягкая и дождливая, лето жаркое с частыми грозами. Ветры довольно редки.

## Население
Население коммуны на 2010 год составляло 225 человек.
| 1962 | 1968 | 1975 | 1982 | 1990 | 1999 | 2010 |
| ---- | ---- | ---- | ---- | ---- | ---- | ---- |
| 244  | 210  | 187  | 200  | 228  | 233  | 225  |

## Администрация
| Период | Период | Фамилия       | Партия                  | Примечания |
| ------ | ------ | ------------- | ----------------------- | ---------- |
| 1945   | 1965   | Франсуа Оже   |                         |            |
| 1965   | 1995   | Жюльен Оже    |                         |            |
| 1995   | 2008   | Клоди Бонне   | Социалистическая партия |            |
| 2008   | 2020   | Тереза Риваль | беспартийная            |            |

## Экономика
В 2007 году среди 132 человек в трудоспособном возрасте (15—64 лет) 105 были экономически активными, 27 — неактивными (показатель активности — 79,5 %, в 1999 году было 70,7 %). Из 105 активных работали 96 человек (50 мужчин и 46 женщин), безработных было 9 (4 мужчины и 5 женщин). Среди 27 неактивных 13 человек были учениками или студентами, 5 — пенсионерами, 9 были неактивными по другим причинам.